# Usedomer Bäderbahn
Die Usedomer Bäderbahn GmbH (UBB) mit Sitz im Seebad Heringsdorf ist ein 100-prozentiges Tochterunternehmen der Deutschen Bahn AG (DB) und Eigentümer der Bahnanlagen auf der Insel Usedom sowie auf den Strecken Züssow–Wolgast und Velgast–Barth. Bis Dezember 2017 betrieb sie auch Zugverkehr zwischen Velgast, Stralsund, Greifswald, Züssow, Wolgast, Zinnowitz, Heringsdorf und Swinemünde sowie zwischen Zinnowitz und Peenemünde und bis Dezember 2019 zwischen Velgast und Barth.
Die UBB ist Mitglied im Tarifverband der Bundeseigenen und Nichtbundeseigenen Eisenbahnen in Deutschland (TBNE), allerdings ohne Stimmrecht, da sie zum Konzern der Deutschen Bahn gehört.

## Geschichte

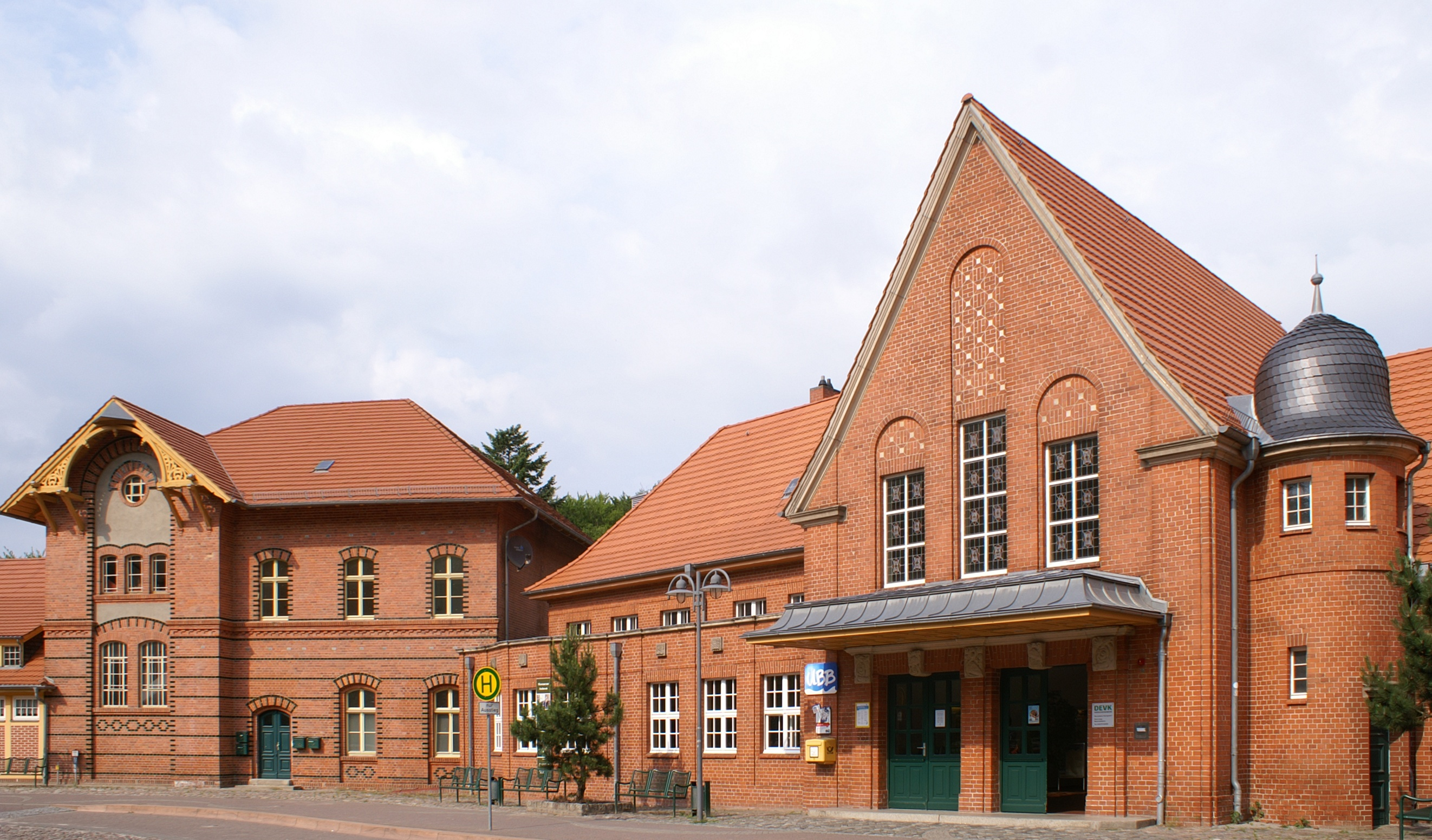
Bahnhof Heringsdorf, 1894 erbaut (linker Teil) und nach 1900 erweitert (rechter Teil)

Die Usedomer Bäderbahn wurde 1994 als hundertprozentige Tochtergesellschaft der Deutschen Bahn gegründet und hat ihren Verwaltungssitz im Bahnhof Seebad Heringsdorf in der Gemeinde Heringsdorf. Am 1. Juni 1995 übernahm die UBB die beiden Strecken Peenemünde–Zinnowitz und Wolgaster Fähre–Seebad Ahlbeck vollständig von der Deutschen Bahn. Mit der Fertigstellung der kombinierten Straßen- und Bahnbrücke in Wolgast im Jahre 2000 wurde die ehemalige Stichstrecke von Züssow nach Wolgast Hafen ebenfalls vollständig übernommen, wobei der Bahnhof Züssow nicht zur UBB kam, sondern bei der Deutschen Bahn verblieb.
Die Strecken wurden und werden grundlegend erneuert und mit neuer Sicherungstechnik ausgestattet. Zum Fahrplanwechsel im Dezember 2002 kamen der Betrieb der Regionalzüge auf der Strecke Barth–Stralsund sowie Züssow–Stralsund dazu, wobei die Infrastruktur der Teilstrecke Velgast–Barth (sogenannte Darßbahn) von DB Netz (heute DB InfraGO) gekauft wurde.
Gleich zu Beginn des Betriebes durch die UBB wurde der Taktverkehr eingeführt. Die Hauptstrecke Wolgaster Fähre–Ahlbeck und die Nebenstrecke Peenemünde–Zinnowitz wurden im Stundentakt befahren. Bald darauf wurde für die Hauptstrecke ein 30-Minuten-Takt in der Saison eingerichtet.
Mit Übernahme der Festlandstrecke nach Züssow wurde der Halbstundentakt bis Wolgast Hauptbahnhof ausgeweitet und von dort im Stundentakt bis Züssow gefahren. Nach Ausweitung des UBB-Verkehrs begannen die Züge nach Seebad Ahlbeck schon (im Zwei-Stunden-Takt) in Stralsund (in der alternativen Taktlage bestand Anschluss in Züssow von und nach Stralsund) und bedienten alle Haltepunkte unterwegs. Auf der Strecke von Velgast nach Barth übernahm die UBB den alleinigen Betrieb.
Nach einer Ausschreibung durch die Verkehrsgesellschaft Mecklenburg-Vorpommern (VMV) werden die Verkehrsleistungen auf der Insel Usedom seit Dezember 2017 für 13 Jahre von der DB Regio Nordost erbracht. Zum Einsatz kommen die auch bisherigen Triebwagen des Typs Stadler GTW. Die Verbindung zwischen Züssow und Stralsund bleibt für zwei Jahre Bestandteil der Vergabe. Ab Dezember 2019 fließen diese Verkehre in das „Netz Ostseeküste“. Die Betreuung des Netzes bleibt weiterhin in der Hand der Usedomer Bäderbahn, womit die mittlerweile gesetzlich vorgeschriebene Trennung von Netz und Betrieb vollzogen wurde. Das Fahrpersonal bei der UBB wird bereits seit 2013 durch DB Regio gestellt.
|                                | 2006 | 2007 | 2008 | 2009 | 2010 |
| ------------------------------ | ---- | ---- | ---- | ---- | ---- |
| Umsatz (Mio. Euro)             | 19,3 | 19,3 | 22,3 | 21,6 | 21,5 |
| Gewinn (Mio. Euro)             | 0,5  | 0,6  | 2,2  | 0,8  | 0,7  |
| Bilanzsumme (Mio. Euro)        | 29,1 | 29,2 | 27,0 | 27,6 | 26,1 |
| Platzkilometer Bahn (Mio. Pkm) | 85   | 82   | 89   | 94   | 94   |
| Reisende Bahn (Mio.)           | 3,4  | 3,3  | 3,4  | 3,6  | 3,6  |
| Platzkilometer Bus (Mio. Pkm)  | –    | –    | –    | 7,6  | 9,5  |
| Reisende Bus (Mio.)            | –    | –    | 0,02 | 0,02 | 0,03 |
| Mitarbeiter am Jahresende      | 156  | 157  | 160  | 165  | 174  |

## Infrastruktur
- Züssow–Wolgast Hafen

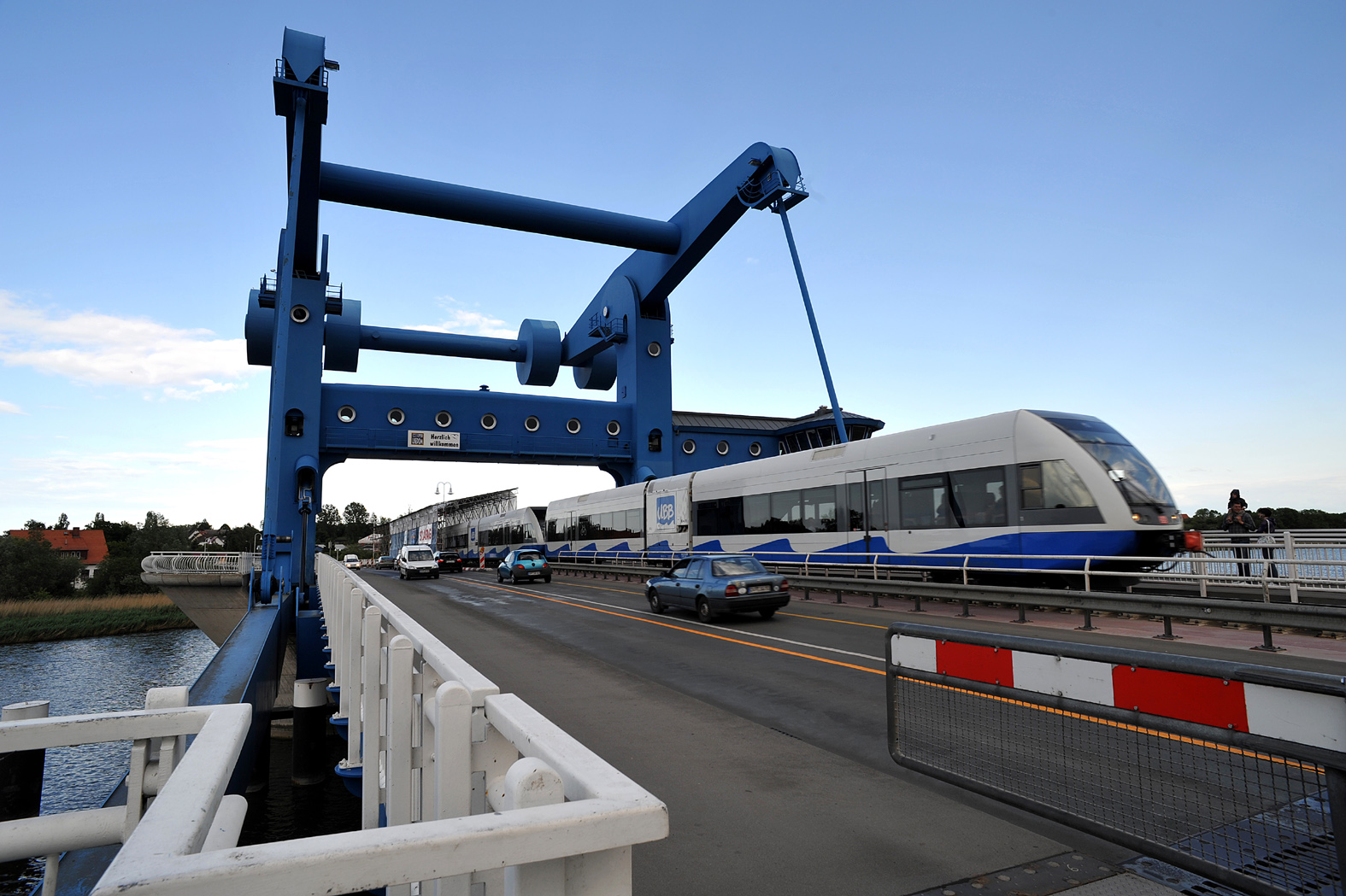
Die Peenebrücke Wolgast ist eine kombinierte Straßen- und Bahnbrücke.

- Świnoujście Centrum–Heringsdorf–Wolgaster Fähre
- Bahnstrecke Zinnowitz–Peenemünde
- Velgast–Barth

Für die anderthalb Kilometer lange Streckenverlängerung von Ahlbeck Grenze bis Swinemünde (Świnoujście) ist die UBB Bauherr und Betreiber der Infrastruktur auf polnischem Staatsgebiet. Die Finanzierung der Baukosten in Höhe von rund 2,4 Millionen Euro erfolgt zu 90 Prozent durch die Europäische Union und das Land Mecklenburg-Vorpommern sowie zu zehn Prozent durch die Deutsche Bahn.

## Ehemaliger Verkehr

### (Stralsund–)Velgast–Barth
Siehe Hauptartikel:

Abschnitt Velgast – Barth

Liniennetz der DB Regio AG auf dem Netz der UBB (2023)

Die Linie von Barth nach Stralsund wurde bis Dezember 2019 durch die UBB im angenäherten Stundentakt bedient.
Von Barth über Kenz und Saatel bis Velgast verkehrten als Vorpommernbahn bezeichnete Regionalbahnen der UBB auf einer eingleisigen, ehemals elektrifizierten Strecke. Da von der UBB nur Dieseltriebwagen eingesetzt werden, wurde die hier installierte Einfachfahrleitung überflüssig und daher im Jahr 2005 abgebaut. Von Velgast bis Stralsund Hbf fuhren die Züge bis 2017 auf der elektrifizierten Hauptstrecke Stralsund–Rostock von DB Netz. Nachdem zunächst eine Einstellung des Verkehrs zum 10. Dezember 2017 gedroht hatte, wurde die Linie auf den Abschnitt Velgast–Barth verkürzt, dafür wird nun in einem angenäherten Stundentakt statt im Zweistundentakt gefahren.

### Stralsund–Züssow–Heringsdorf–Świnoujście/Swinemünde
Siehe Hauptartikel:

Abschnitt Züssow – Wolgast

Abschnitt Wolgast – Świnoujście

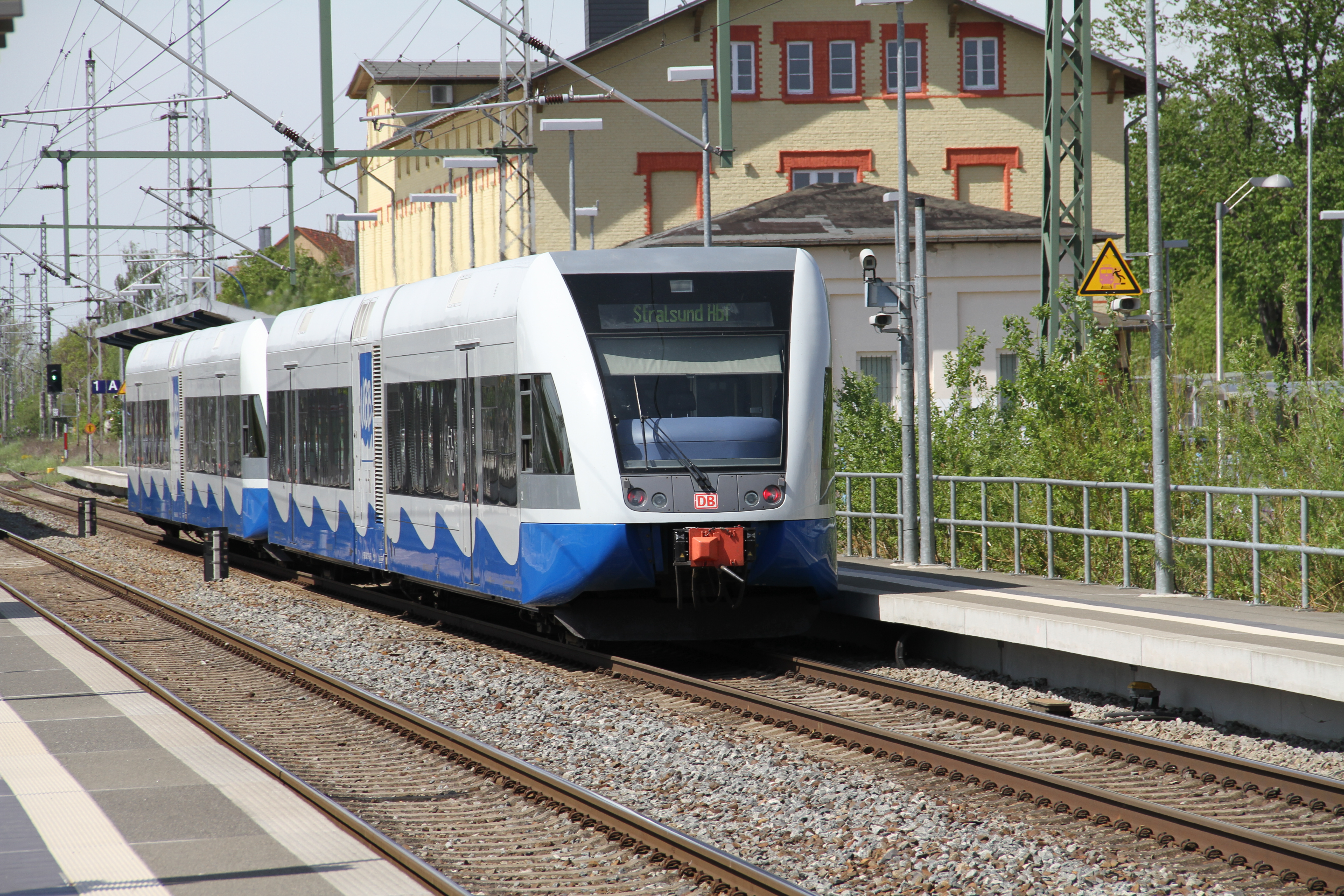
UBB-Triebwagen auf dem Weg nach Stralsund im Bahnhof Greifswald

Die Linie wurde von Stralsund bis Züssow im Zwei-Stunden-Takt bedient, ab dort bis Świnoujście Centrum (Swinemünde) im Stundentakt. Im Sommerfahrplan besteht zwischen Wolgast und Świnoujście Centrum ein Halbstundentakt, zwischen Stralsund und Wolgast ein verschobener Stundentakt, da jeder zweite Zug sämtliche Unterwegshalte bedient.
Von Stralsund bis einschließlich Züssow fahren die Züge auf der elektrifizierten Hauptstrecke Berlin–Pasewalk–Stralsund von DB Netz. In Züssow beginnt die eigene Infrastruktur der Bäderbahn.
Auf der seit 1989 elektrifizierten Bahnstrecke Züssow–Wolgast Hafen wurde ebenfalls mit der Betriebsaufnahme der UBB die Fahrleitung demontiert. Es wurde somit aufgrund der Streckenübernahmen durch die UBB die Fahrleitung auf insgesamt 39 Kilometern Länge abgebaut. Die Bauarbeiten für die Verlängerung über die polnische Grenze hinweg nach Swinemünde (pl. Świnoujście) begannen offiziell mit einer Feierstunde an der Grenze am 5. Oktober 2007. Die Strecke wurde Ende März 2008 fertiggestellt, musste dann aber noch diverse Genehmigungs- und Abnahmeverfahren in beiden Staaten durchlaufen, so dass sich die Betriebsaufnahme verzögerte. Fast genau elf Jahre nach dem Wiederaufbau des ersten Abschnitts, Seebad Ahlbeck–Ahlbeck Grenze (2,5 km), fährt die Usedomer Bäderbahn seit dem 20. September 2008 bis zum vorläufigen Endpunkt Świnoujście Centrum, wo bereits ein neues Wohnviertel entstand.
Am 2. Juni 2011 wurde im Rahmen der Feierlichkeiten zum 100-jährigen Bestehen der Bahnstrecke der neue Haltepunkt Neu Pudagla eröffnet.
Seit dem 10. Dezember 2017 wird die Strecke von DB Regio Nordost bedient.

### Zinnowitz–Peenemünde
Die Bahnstrecke Zinnowitz–Peenemünde beginnt am Bahnhof Zinnowitz und führt über den Haltepunkt Trassenmoor und über Karlshagen zum Bahnhof Peenemünde.
Hier pendelte ein Triebwagen der UBB im Stundentakt mit Anschluss an den restlichen Inselbahnverkehr in Zinnowitz. Seit dem 10. Dezember 2017 wird die Strecke von DB Regio Nordost bedient.

### Besonderheiten
Bei den Tarifen gab es einige Besonderheiten: Der UBB-Abschnitt wurde bei Fahrkarten von außerhalb des alleinigen UBB-Bedienungsgebietes nach NE-Anstoßtarif im TBNE berechnet, d. h. der Abschnitt kam gegebenenfalls zusätzlich zum DB-Maximalpreis dazu. Die UBB gewährte die bei der Deutschen Bahn übliche freie Familienkindermitfahrt bis 14 Jahre auf den Normalpreis nicht.
Die UBB führte keine erste Klasse. Die BahnCard wurde erst bei Fahrten über 50 Kilometern anerkannt, obwohl die UBB ein 100-prozentiges Unternehmen des DB-Konzerns ist. Die UBB verkaufte keine Fahrscheine im Wechselverkehr mit der Deutschen Bahn.

## Fahrzeuge
Die DB Regio, Region Nordost als Eisenbahnverkehrsunternehmen setzt Verbrennungsmotorfahrzeuge der Baureihe 646 der UBB und bis zu 4 eigene Triebwagen der Baureihe 642 ein.
Von den zuvor eingesetzten Triebwagen der Baureihe 771 waren bis vor kurzem noch zwei Stück vorhanden (771 065 und 771 007) welche weder betriebsfähig, noch dem allgemeinen Betrieb gewidmet waren. Ein weiterer betriebsunfähigerTriebwagen der Baureihe 771 stand noch 2024 an den Außengleisen vom Bahnhof Zinnowitz. Allerdings wurden diese vor kurzem verkauft und abgeholt.  Ein Packwagen der ehemaligen Deutschen Reichsbahn steht im Bahnhof Heringsdorf. Dieser wurde jedoch für den Tag der Schiene im Betriebswerk Heringsdorf äußerlich hergerichtet. Außerdem stehen im Bahnhof Heringsdorf drei Wagen eines ehemaligen Hilfszuges von der ehemaligen Reichsbahn, sowie bis vor kuzem ein Triebwagen der Baureihe 646 der in Koserow an einem Bahnübergang verunfallte und mittlerweile verschrottet wurde.
Vor dem UBB-Betrieb wurden die Strecken Velgast–Barth und Züssow–Wolgast Hafen mit elektrischen Wendezügen der Deutschen Bahn bedient. Neben den Schienenfahrzeugen gehören auch Busse zum Fuhrpark. Die UBB setzt auf Linienbusse der Marken Setra, Mercedes-Benz und Iveco und betreibt auf Usedom und Stadt Wolgast den örtlichen und regionalen Busverkehr bis Ende 2025.  Bei Reisebussen hat sich die Usedomer Bäderbahn auf Busse der Marke Setra beschränkt.

## Busverkehr

### Linienbusverkehr
Am 1. Januar 2016 hat die UBB die Buslinien 271 bis 274, 281 bis 287, sowie 290 und 291 übernommen. Diese Linien wurden bisher von der Ostseebus GmbH, Ahlbeck betrieben. Die UBB hat die Konzession für die nächsten 10 Jahre erhalten.

### Fernbusverkehr
Seit Februar 2014 betreibt die UBB auch Fernbusverkehr zur Anbindung Vorpommerns. Derzeit (2018) fahren Fernbusse täglich von Usedom nach Hamburg und Berlin.

## Auszeichnungen
- Der Geschäftsführer Jörgen Boße erhielt im Oktober 2008 für seine Verdienste um die UBB die Goldene Umweltschiene, die jährlich vom Bundesverband Führungskräfte Deutsche Bahnen vergeben wird.
- Im September 2009 wurden die Bahnhöfe der UBB für ihr „Gesamtbild“ durch den Verband Allianz pro Schiene ausgezeichnet.[6]